# Абрамов Віктор Прокопович
Ві́ктор Проко́пович Абра́мов (*4 вересня 1940, Львів — †7 травня 2016, Вінниця) — український живописець, графік. Член Національної спілки художників України з 1993 року. Працював у галузі станкового та монументального живопису, графіки.

## Біографія
1961 року закінчив Одеське державне театрально-художнє училище. Працював художником-декоратором у Маріупольському драматичному театрі, дизайнером на Пензенському заводі годинників (РФ, 1970—1971). 1970 року закінчив Харківський державний художньо-промисловий інститут, відділення промислової графіки. З 1972 року — графік, монументаліст Вінницького художньо-промислового комбінату.

Учасник обласних та всеукраїнських виставок з 1987 року, міжнародних Артфестивалів у Києві — 1996–1998 роках. Персональна виставка — Вінницький обласний художній музей, 1997 рік. 

Здійснив творчі поїздки до Італії (1993 рік), Франції (1994 рік), Єгипту (1995), Іспанії, Греції (1997), Єгипту (1998). 

|                      | Унікальність живопису Абрамова в тому, що він є складний для розуміння і одночасно красивий і привабливий для сприйняття – подобається багатьом, але розуміють його далеко не всі. В протилежність багатьом сюрреалістам минулого, котрі сповідували нерідко активну агресію, психологічне напруження, Віктор Абрамов демонструє м'який, комфортний живопис, образи, сюжетні композиції асоціюються з добром, мудрістю, духовним світлом. Кожна його робота – це полігранний твір з оригінальною ідеєю, вишуканою композицією. Вабить до фізичного з ним контакту – бере хіть торкнутися, відчути поверхню полотна на дотик. Роботи Абрамова пишуться довго і стають естетично вишуканими не просто і не скоро, вони мають свій тривалий термін визрівання і набувають не тільки художньої, але й матеріальної цінності]]. |
| — Володимир Єрмольєв | |

За життя створено понад 1000 полотен. Твори зберігаються у Вінницькому обласному художньому музеї, приватних колекціях, у тому числі закордоном. 